# Lista de deputados estaduais de Pernambuco da 4.ª legislatura
Essa é uma lista de deputados estaduais de Pernambuco eleitos para o período 1959-1963.

## Composição das bancadas
| Partido | Líder                            | Bancada | Posição      |
| ------- | -------------------------------- | ------- | ------------ |
| PSD     | Orlando Parahym                  | 17 / 65 | Oposição     |
| PTB     | José Heleno da Veiga Seixas      | 13 / 65 | Oposição     |
| PRT     | Clóvis de Oliveira Andrade       | 10 / 65 | Governo      |
| PST     | Edson Lustosa Cantarelli         | 8 / 65  | Oposição     |
| UDN     | Francisco Sampaio Filho          | 7 / 65  | Governo      |
| PDC     | Antônio de Oliveira Andrade      | 2 / 65  | Independente |
| PSP     | Augusto Lucena                   | 2 / 65  | Governo      |
| PSB     | Francisco Julião                 | 2 / 65  | Governo      |
| PR      | Nivaldo Machado                  | 2 / 65  | Independente |
| PRP     | José Inácio da Silva (Zé Inácio) | 1 / 65  | Independente |
| PTN     | Luís de Andrade Lima             | 1 / 65  | Governo      |

## Deputados estaduais
| Deputados estaduais eleitos             | Partido | Votação | Cidade onde nasceu   | Unidade federativa |
| Adalberto Tabosa de Almeida             | PSD     | 4.479   | Caruaru              | Pernambuco         |
| Adauto José de Melo                     | UDN     | 3.642   | Ibirajuba            | Pernambuco         |
| Alcides Teixeira                        | PST     | 11.391  | Recife               | Pernambuco         |
| Almany de Sá Barreto Sampaio            | PRT     | 3.727   | Recife               | Pernambuco         |
| Antônio Cavalcanti Neves                | PTB     | 3.719   | Itambé               | Pernambuco         |
| Antônio Corrêa de Oliveira Andrade      | PDC     | 3.089   | Goiana               | Pernambuco         |
| Antônio Dourado Cavalcanti              | PSD     | 4.796   | Nazaré da Mata       | Pernambuco         |
| Antonio Luiz da Silva Filho             | PDC     | 4.350   | Recife               | Pernambuco         |
| Argemiro Pereira de Menezes             | PTB     | 3.598   | Serra Talhada        | Pernambuco         |
| Audálio Tenório de Albuquerque          | PSD     | 4.209   | Verdejante           | Pernambuco         |
| Augusto Lucena                          | PSP     | 2.427   | Guarabira            | Paraíba            |
| Augusto Oliveira Carneiro de Novais     | PRT     | 3.778   | Escada               | Pernambuco         |
| Clóvis Corrêa de Oliveira Andrade       | PRT     | 3.325   | Recife               | Pernambuco         |
| Constantino Carneiro Maranhão           | PTB     | 3.555   | Moreno               | Pernambuco         |
| Dídimo Gonçalves Guerra                 | PRT     | 3.525   | Sairé                | Pernambuco         |
| Drayton Nejaim                          | PSP     | 4.520   | Caruaru              | Pernambuco         |
| Edson Lustosa Cantarelli                | PST     | 3.801   | Floresta             | Pernambuco         |
| Elias Libânio Silva Ribeiro             | PST     | 2.573   | Agrestina            | Pernambuco         |
| Elpídio de Noronha Branco               | PSD     | 5.324   | Igarassu             | Pernambuco         |
| Eudes Olavo de Sena Costa               | PSD     | 4.412   | Terra Nova           | Pernambuco         |
| Fábio Corrêa de Oliveira Andrade        | PSD     | 5.946   | Escada               | Pernambuco         |
| Felipe Coelho                           | UDN     | 4.161   | Ouricuri             | Pernambuco         |
| Francisco Alberto Moreira Falcão        | PTB     | 2.895   | Bom Conselho         | Pernambuco         |
| Francisco de Morais Heráclito           | PSD     | 4.460   | Limoeiro             | Pernambuco         |
| Francisco Julião                        | PSB     | 3.216   | Bom Jardim           | Pernambuco         |
| Francisco Sampaio Filho                 | UDN     | 3.127   | Salgadinho           | Pernambuco         |
| Inácio Mariano Valadares Filho          | UDN     | 3.800   | São José do Egito    | Pernambuco         |
| Inaldo Ivo Lima                         | PSB     | 3.178   | Angelim              | Pernambuco         |
| Irineu de Pontes Vieira                 | PSD     | 4.418   | Caruaru              | Pernambuco         |
| Ivan de Andrade Mouri Fernandes         | UDN     | 3.748   | Moreilândia          | Pernambuco         |
| João Ferreira Lima                      | PTB     | 4.684   | Nazaré da Mata       | Pernambuco         |
| José Marques de Sá                      | PSD     | 5.474   | Braga                | Portugal           |
| Joaquim Galindo de Assis (Nino Galindo) | PST     | 2.655   | Alagoinha            | Pernambuco         |
| José Bezerra Alves                      | PST     | 2.717   | Belo Jardim          | Pernambuco         |
| José Francisco de Melo Cavalcanti       | PSD     | 4.801   | Recife               | Pernambuco         |
| José Gomes de Sá                        | PTB     | 2.932   | Sousa                | Paraíba            |
| José Heleno da Veiga Seixas             | PTB     | 2.926   | Poção                | Pernambuco         |
| José Inácio da Silva (Zé Inácio)        | PRP     | 2.012   | Juazeiro             | Bahia              |
| José Marques da Silva                   | PRT     | 3.467   | Arapiraca            | Alagoas            |
| José Mixto de Oliveira                  | UDN     | 4.188   | Lagoa de Itaenga     | Pernambuco         |
| Luís de Andrade Lima                    | PTN     | 2.665   | Quixaba              | Pernambuco         |
| Luiz de Franca Cavalcanti da Costa Lima | PTB     | 3.334   | Igarassu             | Pernambuco         |
| Luis Lócio de Miranda                   | PST     | 2.113   | Jardim               | Ceará              |
| Luiz Souto Dourado                      | PST     | 3.141   | Garanhuns            | Pernambuco         |
| Luís Wilson                             | PTB     | 3.534   | Serra Talhada        | Pernambuco         |
| Metódio de Godoy Lima                   | PSD     | 3.651   | Itapetim             | Pernambuco         |
| Miguel Caitano Monteiro Santos          | PSD     | 4.373   | Serra Talhada        | Pernambuco         |
| Murilo Barros Costa Rêgo                | PTB     | 3.055   | Recife               | Pernambuco         |
| Nivaldo Machado                         | PR      | 3.103   | Olinda               | Pernambuco         |
| Ovídio Borba Duarte                     | PTB     | 3.379   | Serraria             | Paraíba            |
| Olímpio de Souza Ferraz                 | PRT     | 4.975   | Dormentes            | Pernambuco         |
| Orlando da Cunha Parahym                | PSD     | 3.766   | São Lourenço da Mata | Pernambuco         |
| Osvaldo Coelho                          | PSD     | 5.630   | Juazeiro             | Bahia              |
| Otávio Correia de Araújo                | PTB     | 3.265   | Cabaceiras           | Paraíba            |
| Otávio Gonçalves da Silva               | PTB     | 3.055   | Mirandiba            | Pernambuco         |
| Padre Luiz Wanderley Simões             | PSD     | 3.779   | Ouricuri             | Pernambuco         |
| Paulo Viana de Queiroz                  | PST     | 3.409   | Bonito               | Pernambuco         |
| Paulo Pessoa Guerra                     | PSD     | 5.311   | Nazaré da Mata       | Pernambuco         |
| Rivaldo Allain Ferreira Teixeira        | PRT     | 3.738   | Orocó                | Pernambuco         |
| Ruy Rufino Alves                        | PR      | 3.150   | Santa Cruz           | Pernambuco         |
| Salviano Machado Filho                  | UDN     | 3.818   | Frei Miguelinho      | Pernambuco         |
| Sérgio Murilo Santa Cruz                | PRT     | 3.481   | Carpina              | Pernambuco         |
| Severino Cunha Primo                    | PRT     | 3.619   | Areia                | Paraíba            |
| Suetone Alencar                         | PSD     | 4.862   | Salgueiro            | Pernambuco         |
| Wilson Florentino Santana               | PRT     | 2.973   | Flores               | Pernambuco         |